# Heinz Blaschke
Heinz Blaschke (* 10. April 1908 in Kiel; † 18. April 1947 in Buchenwald) war ein deutscher nationalsozialistischer Propagandajournalist.

## Leben
Blaschke wurde 1908 in Kiel als Sohn des Fußballfunktionärs und Kieler Stadtrats Georg P. Blaschke und dessen Ehefrau Ella Blaschke geboren. Wie auch sein Vater war Heinz Blaschke fußballbegeistert und spielte in seiner Jugend für Holstein Kiel, den Verein, den Georg P. Blaschke im Herbst 1900 mitgegründet hatte. Er besuchte die Oberrealschule II in Kiel, an der er 1927 auch die Reifeprüfung bestand.
Nach dem Abitur studierte Blaschke Jura und Volkswirtschaft in München, Berlin und Kiel, später auch in Rostock, und begann in dieser Zeit mit ersten journalistischen Tätigkeiten. Als Student war Blaschke ab 1932 Mitglied in der Deutschnationalen Studentenschaft, ab 1933 im Nationalsozialistischen Deutschen Studentenbund. Nach dem bestandenen Volkswirtschaftsexamen 1933 wurde er 1934 als Volontär bei den Kieler Neuesten Nachrichten angestellt, von Januar bis April 1935 lernte er an der neu gegründeten Reichspresseschule in Berlin. Ende 1935 schloss er seine Doktorarbeit in Wirtschaftswissenschaften beim Rostocker Professor Hans Weigmann über „Die politische und wirtschaftliche Konstellation im Ostseeraum“ ab, Ende 1936 wurde er promoviert.
Seit März 1936 wurde Blaschke im Impressum der Kieler Neuesten Nachrichten als Schriftleiter für politische Nachrichten geführt, im April desselben Jahres heiratete er in Kiel Annie Ratschow. Zum 1. Mai 1937 trat Heinz Blaschke in die NSDAP ein (Mitgliedsnummer 3.948.472). Zwischen 1937 und 1939 wurde Blaschke von den Kieler Neuesten Nachrichten nach Berlin versetzt, wo er ab August 1940 die alleinige Schriftleitung verantwortete. In diesen Jahren entstanden für die Kieler Neuesten Nachrichten auch einige Reiseberichte, unter anderem aus Ostpreußen oder Stockholm.
Im August 1940 wurde Blaschke zusätzlich und auf Honorarbasis Mitarbeiter im Propagandaministerium von Joseph Goebbels. Tätig war er im Referat Redaktion in der Abteilung IV Deutsche Presse, deren Aufgabe insbesondere in der Erfassung ausländischen Pressematerials bestand. In dieser Zeit erschien ein weiterer Reisebericht von ihm über die Vogelfluglinie aus Kopenhagen, der unter anderem auch in der nationalkonservativen Zeitschrift Der Reichswart abgedruckt wurde.
Ab Herbst 1942 war Blaschke Hauptschriftleiter des Berliner Büros der „Ostzeitungen“, das dem Verwaltungsamt von Rolf Rienhardt und damit dem Presseimperium von Max Amman zugeordnet war. In diesem Büro wurde das Material erarbeitet, das dann an die vielen in diesen Jahren in den besetzten Ostgebieten gegründeten deutschen Zeitungen geschickt wurde. Im November 1941 erschien, ebenfalls im Reichswart, ein weiterer Reisebericht von Blaschke mit dem Titel „In den Ghettos des Ostens“, in dem er sich unter anderem abfällig und diskriminierend über das Judentum äußert.
Am 2. Mai 1945 geriet Blaschke in Berlin zusammen mit anderen Mitgliedern des Volkssturms, in dessen „Bataillon Wilhelmplatz“ er Mitglied war, in russische Gefangenschaft. Am 7. Mai wurde er in das Speziallager Ketschendorf gebracht, im Juni in das Speziallager Nr. 4 nach Landsberg/Warthe verlegt. Später im Jahr wurde Blaschke zusammen mit etlichen anderen Häftlingen von Landsberg in das Speziallager Nr. 2 nach Buchenwald überführt. In den Unterlagen dieses Transports ist als Haftgrund „NSDAP-Mitglied, Journalist“ angegeben.
Am 18. April 1947 starb Blaschke in Buchenwald, nach Angaben seines Mithäftlings Erich Zielke an einer Lungenentzündung. In Dokumenten aus Buchenwald ist als Todesursache dagegen Ruhr und Dystrophie 3 angegeben. Er wurde in einem der Massengräber in Buchenwald begraben.
Sein Enkel ist der Journalist Florian Blaschke.